# Luke Lamperti
Luke Lamperti (Sebastopol, 31 de diciembre de 2002) es un ciclista profesional estadounidense que milita en las filas del conjunto Soudal Quick-Step.

## Palmarés
2019
- 1 etapa del Gran Premio Rüebliland

2021
- 1 etapa del Tour de Eure y Loir

2022
- 1 etapa del Tour de Taiwán

2023
- 1 etapa de la Vuelta al Alentejo[1]
- 1 etapa del Circuito de las Ardenas
- Rutland-Melton International CiCLE Classic
- 1 etapa del Tour de Bretaña[2]
- 3 etapas del Tour de Japón
- 1 etapa del Giro Next Gen

2024
- 1 etapa del Tour de la República Checa

2025
- 1 etapa del Tour de la República Checa

## Resultados en Grandes Vueltas
| Carrera | Carrera         | 2021 | 2022 | 2023 | 2024  | 2025  |
| ------- | --------------- | ---- | ---- | ---- | ----- | ----- |
|         | Giro de Italia  | —    | —    | —    | 117.º | 146.º |
|         | Tour de Francia | —    | —    | —    | —     | —     |
|         | Vuelta a España | —    | —    | —    | —     | —     |

―: no participa
Ab.: abandono